# Метико
Метико — вершина Бокового хребта Большого Кавказа в России (Дагестан, Чародинский район). Высота 3814 м.

## Географическое положение
Гора расположена в Высокогорном Дагестане, в хребте Шалиб. Отличается чрезвычайной крутизной склонов. Является водоразделом бассейнов рек Каракойсу и Казикумухского Койсу.
У подножья горы расположены сёла: к северу - Шалиб, к востоку - покинутое село Чаравали, к западу - село Кубатль и т.д.

## Этимология
Происхождение названия неизвестно.

### Климат
Средняя годовая температура 0 °C, января -8 °C, июля - 12 °C.
Осадков - 1000 мм в год..

### Почвы
Почвы - бурые лесные. Склоны сильно подвержены водной эрозии..
Содержание гумуса в почве очень низкое..

## Альпинизм
Через гору проходит 3 маршрута альпинистских восхождений.